# Konvoj

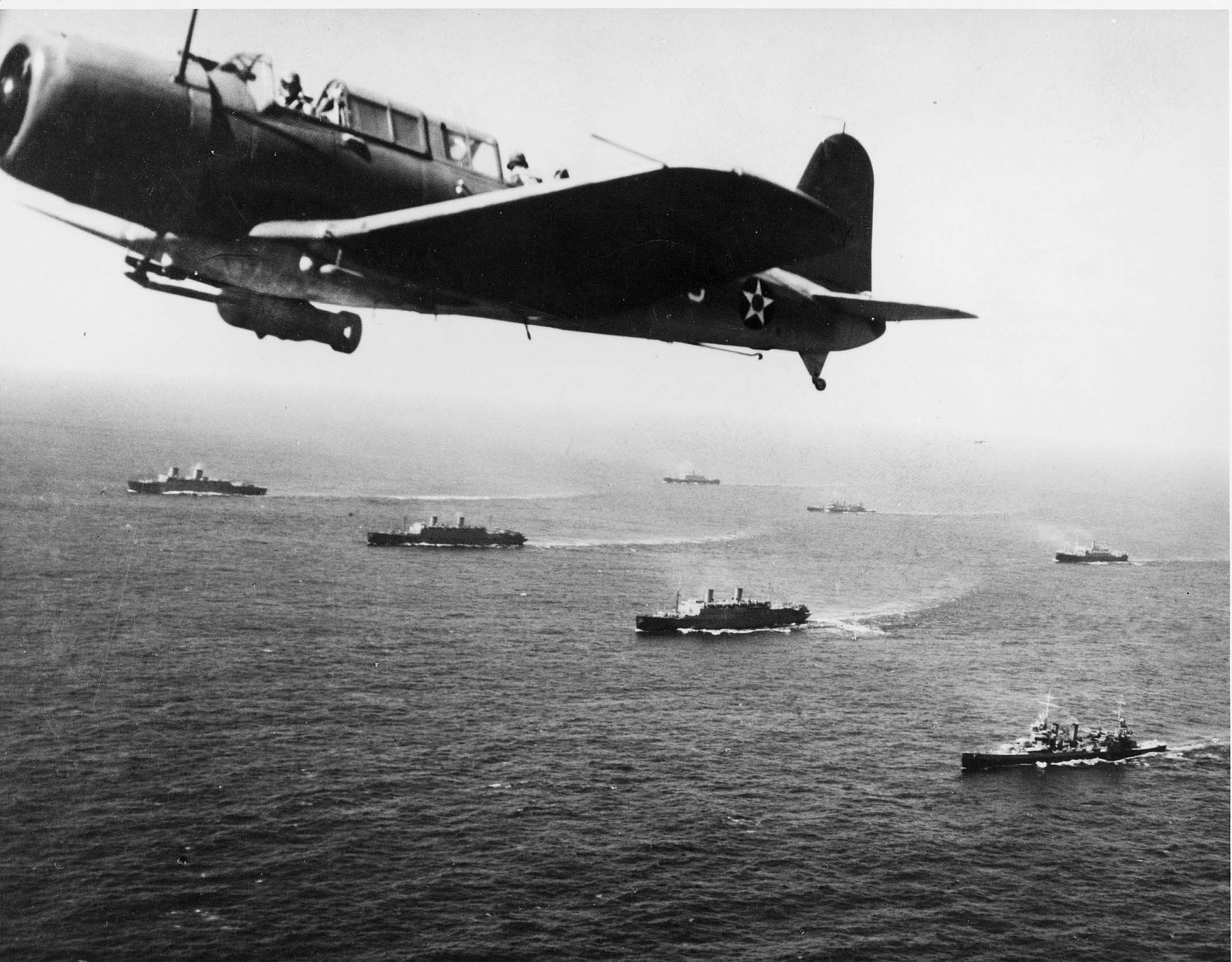
Kereskedelmi hajókonvojt védő katonai repülőgép

A konvoj egy olyan, általában zárt közlekedési formáció, amelyben több jármű csoportban halad, együttműködik. A konvoj lehet szárazföldi, vagy vízi, általában különleges körülmények, veszélyes területek, vagy ritkán lakott térségek átszelése közben használják.
A konvojban mindegyik jármű igazodik a másikhoz, szorosan együttműködnek. A legtöbbször háborús helyzetben, veszélyes övezetekben vagy különleges ember kíséretekor rendelik el a konvojban való haladást, amely csökkenti a veszteségeket, valamint a járművek védelmére sokszor oltalmazó egységeket rendelnek. Különösen a második világháború során, az Atlanti-óceánon alkalmazták a szövetségesek a konvojrendszert. Humanitárius akciók esetén is előszeretettel alkalmazzák.

## Története

### Az első világháborúban
Atlanti csata
Az első világháború során a központi hatalmakat blokád alá vették a tengereken az antant-államok, amelyre válaszul a Német Birodalom először korlátozott, majd teljes körű tengeralattjáró-háborút hirdetett. A veszteségek olyan súlyosak voltak az antant oldalán, hogy bevezették a hajók konvojban való haladását.

### Második világháború
Atlanti csata